# 成子町
成子町（なるこちょう）は静岡県浜松市中央区の町名。丁番を持たない単独町名である。住居表示未実施。

## 地理
県居地区の東部に位置する。東で海老塚町、西で東伊場、南で菅原町、北で鴨江一丁目、塩町、元魚町と接する。

### 学区
- 浜松市立県居小学校
- 浜松市立西部中学校

## 歴史
成子坂町及び猿屋町は江戸時代の浜松宿下における城を維持するための職人と商人の町で、職業ごとに町が構成され、城の御用を務める無役町のうちの1町であったことに端を発する。

### 町名の由来
古くは啼子坂、のちに鳴子坂となり、さらに成子坂と変化していった。

### 沿革
- 1882年（明治15年） - 成子坂町と猿屋町が合併し、浜松成子町となる。
- 1889年（明治22年）4月1日 - 町村制の施行により、敷知郡浜松成子町が周辺の町村と合併して敷知郡浜松町となる[WEB 7]。旧町名は浜松町の大字として残る[書籍 3]。
- 1896年（明治29年）4月1日 - 郡制の施行により、浜松町の所属郡が浜名郡に変更となる。
- 1911年（明治44年）7月1日 – 浜松町が市制施行して浜松市となる。
- 1925年（大正14年）5月1日 -  地籍整理により、大字成子から成子町（なるこまち）に町名変更を実施。また、大字塩・大字菅原・大字東鴨江・大字海老塚の一部を編入。さらに、一部を菅原町へ割譲[書籍 4]。
- 1968年（昭和43年）6月1日 - 住居表示の実施に伴い、菅原町が成子町の一部を編入。
- 2007年（平成19年）4月1日 - 浜松市が政令指定都市となる。成子町は中区の一部となる。
- 2024年（令和6年）1月1日 - 浜松市の行政区再編により、成子町は中央区の一部となる。

## 施設
- 浜松市福祉交流センター
- 学校法人法林寺学園成子幼稚園
- 法華宗陣門流 林宝山 東漸寺
- セブン-イレブン浜松成子町店

## 交通

### バス
- 遠鉄バス12浜名線、16-4小沢渡線：（浜松駅 方面 - ）成子坂（ - 馬郡車庫／浜松市総合水泳場／柏原西 方面）
- 遠鉄バス20志都呂宇布見線：（浜松駅 方面 - ）成子坂 - 成子坂西（上り・浜松駅方面のみ）（ - 山崎（志都呂経由）／舞阪駅（イオンモール浜松志都呂経由））

### 道路
- 国道257号（東海道）
- 静岡県道62号浜松雄踏線（雄踏街道）
- 浜松市道鴨江菅原線（オルガン坂）

## その他

### 警察
警察の管轄区域は以下の通りである。
| 番・番地等 | 警察署         | 交番・駐在所 |
| ---------- | -------------- | ------------ |
| 全域       | 浜松中央警察署 | 東伊場交番   |

### 消防
消防の管轄区域は以下の通りである。
| 番・番地等 | 消防署   | 本署/出張所 |
| ---------- | -------- | ----------- |
| 全域       | 中消防署 | 鴨江出張所  |

### 書籍
1. ↑  『浜松市史 ニ』浜松市役所、1971年3月31日、93頁。
2. ↑  『わがまち文化誌 学びの里 祈りの丘』浜松市県居公民館、2000年4月25日、287,288頁。
3. ↑  『浜松市史 三』浜松市役所、1980年3月26日、177頁。
4. ↑  『浜松市史 三』浜松市役所、1980年3月26日、354,356頁。

### WEB
1. ↑  “h02_22.csv”.   総務省 (2022年2月10日). 2024年10月10日閲覧。
2. ↑  “chuouku_menseki.xlsx”.   浜松市 (2024年3月12日). 2024年10月10日閲覧。
3. ↑  “静岡県 浜松市中央区 成子町の郵便番号 - 日本郵便”.   日本郵便. 2025年2月15日閲覧。
4. ↑  “市外局番の一覧”.   総務省 (2022年3月1日). 2024年6月18日閲覧。
5. ↑  “事業所案内及び管轄地域（事務所3件、分室3件）”.   一般社団法人静岡県自動車会議所. 2024年6月18日閲覧。
6. ↑  “住居表示実施状況／浜松市”.   浜松市 (2024年1月4日). 2024年6月18日閲覧。
7. ↑  “historyofcities.pdf”.   静岡県総務部合併推進室・財団法人静岡県市町村振興協会. 2024年10月17日閲覧。
8. ↑  “東伊場交番｜静岡県警察”.   静岡県警察 (2024年1月1日). 2024年6月18日閲覧。
9. ↑  “消防署の町別管轄「な」／浜松市”.   浜松市 (2023年4月3日). 2024年6月18日閲覧。